# Nicola Vizzoni
Nicola Vizzoni (* 4. listopadu 1973 Pietrasanta) je bývalý italský reprezentant v hodu kladivem. V letech 1992 až 2013 byl členem policejního týmu Gruppi Sportivi Fiamme Gialle. Startoval na devíti světových šampionátech. Měří 193 cm a váží 126 kg.
Získal stříbrnou medaili na Letních olympijských hrách 2000. Vyhrál Univerziádu v roce 2001, Středomořské hry 2001 a 2009 a Evropský zimní vrhačský pohár 2010. Obsadil druhé místo na mistrovství Evropy v atletice 2010. Jeho osobní rekord byl 80,50 m. Získal 28 titulů mistra Itálie v hodu kladivem (čtrnáct na otevřeném stadionu a čtrnáct v hale).
Jeho snoubenkou je oštěpařka Claudia Coslovichová.